# Parallel Virtual Machine
Parallel Virtual Machine（パラレル・バーチャル・マシン、仮想並列計算機、略称：PVM）は並列計算を行うためのソフトウェアである。

## 特徴
PVMは、アメリカのオークリッジ国立研究所のメンバーを中心に開発された。動作するマシンの種類が多いこと（Linux、BSD、Windowsで動作可能）や、入手方法が容易であるため、研究機関などで広く利用されている。 
PVMをインストールすると、ネットワークに接続された複数台のコンピュータを、単一の計算機として利用できるようになる。このことにより、複数台のマシンが持つ計算パワーを、1つの大規模計算問題に結集して処理を行うことができる。 
PVMソフトウェアシステムの構成は、大きく2つに分けられる。1つはデーモン、もう1つはルーチンライブラリである。
pvmd3（pvmd）
このデーモンは、一度起動するとバーチャルマシンを構成する全コンピュータ上に常駐する。使用者は、ログインさえできればどんなコンピュータにもこのデーモンのインストールが可能である。PVMを利用したアプリケーションを実行する場合に、まずバーチャルマシンを構成しているコンピュータのうちのどれか1台のマシンからpvmd3を起動する。 pvmd3は独自のシェルスクリプトのようなものを持ち、ここからマシンを構成するコンピュータのpvmd3を起動する。全てのpvmd3を起動した後、どれか一つのコンピュータに表示されたUNIXプロンプトに対して特定のコマンドを入力することにより、 PVMアプリケーションを実行できる。複数のユーザは、 互いにコンピュータをオーバーラップさせてバーチャルマシンを構成でき、 また、 各ユーザは一人で複数のPVMアプリケーションを同時に実行することも可能である。
libpvm3.a
PVMインターフェースを利用するためのルーチンのライブラリである。このライブラリは、メッセージパッシング、プロセスの生成、タスクの協調などの必要な関数を提供する。PVMを利用したアプリケーションを実行する場合には、アプリケーションプログラムとこのライブラリをリンクする必要がある。